# Kamnje (Ajdovščina)
Kamnje (Duits: Kamenau) is een plaats in Slovenië en maakt deel uit van de gemeente Ajdovščina in de NUTS-3-regio Goriška. De plaats telde 206 inwoners op 1 januari 2020.

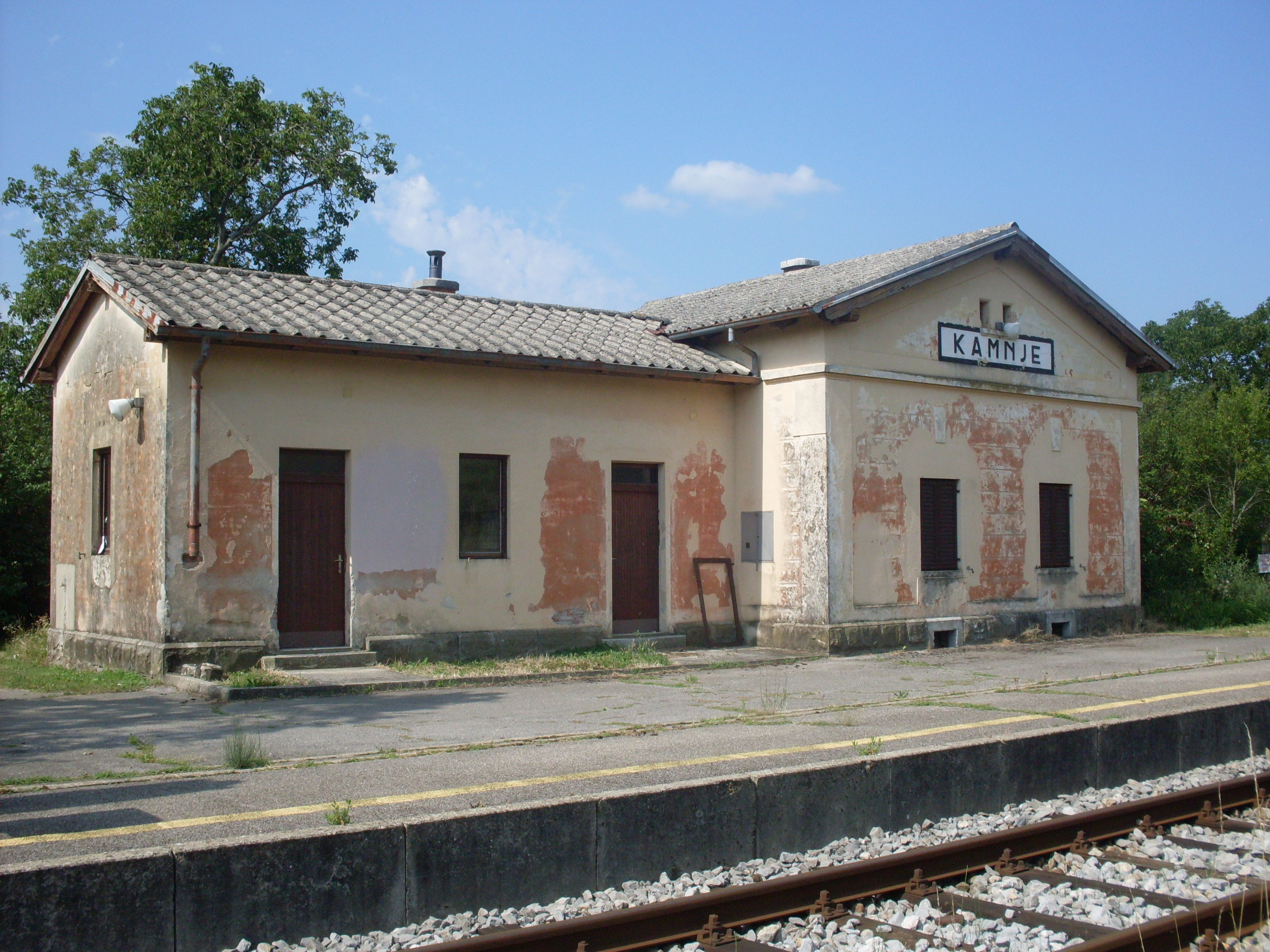
Stationsgebouw